# Nummer 1-hits in de Billboard Best Sellers Chart in 1952
Deze hits stonden tot en met 8 november 1952 op nummer 1 in Billboards Best-Selling Pop Singles hitlijst en vanaf 15 november 1952 in Billboards Best Selling Singles hitlijst.
| Datum        | Artiest                     | Titel                           |
| ------------ | --------------------------- | ------------------------------- |
| 5 januari    | Johnnie Ray & The Four Lads | Cry                             |
| 12 januari   | Johnnie Ray & The Four Lads | Cry                             |
| 19 januari   | Johnnie Ray & The Four Lads | Cry                             |
| 26 januari   | Johnnie Ray & The Four Lads | Cry                             |
| 2 februari   | Johnnie Ray & The Four Lads | Cry                             |
| 9 februari   | Johnnie Ray & The Four Lads | Cry                             |
| 16 februari  | Johnnie Ray & The Four Lads | Cry                             |
| 23 februari  | Johnnie Ray & The Four Lads | Cry                             |
| 1 maart      | Johnnie Ray & The Four Lads | Cry                             |
| 8 maart      | Johnnie Ray & The Four Lads | Cry                             |
| 15 maart     | Kay Starr                   | Wheel of fortune                |
| 22 maart     | Kay Starr                   | Wheel of fortune                |
| 29 maart     | Kay Starr                   | Wheel of fortune                |
| 5 april      | Kay Starr                   | Wheel of fortune                |
| 12 april     | Kay Starr                   | Wheel of fortune                |
| 19 april     | Kay Starr                   | Wheel of fortune                |
| 26 april     | Kay Starr                   | Wheel of fortune                |
| 3 mei        | Kay Starr                   | Wheel of fortune                |
| 10 mei       | Kay Starr                   | Wheel of fortune                |
| 17 mei       | Leroy Anderson              | Blue tango                      |
| 24 mei       | Leroy Anderson              | Blue tango                      |
| 31 mei       | Leroy Anderson              | Blue tango                      |
| 7 juni       | Leroy Anderson              | Blue tango                      |
| 14 juni      | Leroy Anderson              | Blue tango                      |
| 21 juni      | Al Martino                  | Here in my heart                |
| 28 juni      | Al Martino                  | Here in my heart                |
| 5 juli       | Percy Faith                 | Delicado                        |
| 12 juli      | Vera Lynn                   | Auf Wiederseh'n sweetheart      |
| 19 juli      | Vera Lynn                   | Auf Wiederseh'n sweetheart      |
| 26 juli      | Vera Lynn                   | Auf Wiederseh'n sweetheart      |
| 2 augustus   | Vera Lynn                   | Auf Wiederseh'n sweetheart      |
| 9 augustus   | Vera Lynn                   | Auf Wiederseh'n sweetheart      |
| 16 augustus  | Vera Lynn                   | Auf Wiederseh'n sweetheart      |
| 23 augustus  | Vera Lynn                   | Auf Wiederseh'n sweetheart      |
| 30 augustus  | Vera Lynn                   | Auf Wiederseh'n sweetheart      |
| 6 september  | Vera Lynn                   | Auf Wiederseh'n sweetheart      |
| 13 september | Jo Stafford                 | You belong to me                |
| 20 september | Jo Stafford                 | You belong to me                |
| 27 september | Jo Stafford                 | You belong to me                |
| 4 oktober    | Jo Stafford                 | You belong to me                |
| 11 oktober   | Jo Stafford                 | You belong to me                |
| 18 oktober   | Patti Page                  | I went to your wedding          |
| 25 oktober   | Patti Page                  | I went to your wedding          |
| 1 november   | Patti Page                  | I went to your wedding          |
| 8 november   | Patti Page                  | I went to your wedding          |
| 15 november  | Patti Page                  | I went to your wedding          |
| 22 november  | Johnny Standley             | It's in the Book (parts 1 & 2)  |
| 29 november  | Joni James                  | Why don't you believe me        |
| 6 december   | Joni James                  | Why don't you believe me        |
| 13 december  | Joni James                  | Why don't you believe me        |
| 20 december  | Joni James                  | Why don't you believe me        |
| 27 december  | Jimmy Boyd                  | I saw mommy kissing Santa Claus |

1940 ·
1941 · 
1942 ·
1943 ·
1944 ·
1945 ·
1946 ·
1947 ·
1948 ·
1949 ·
1950 ·
1951 ·
1952 ·
1953 ·
1954 ·
1955 ·
1956 ·
1957 ·
1958 ·
1959 ·
1960 ·
1961 ·
1962 ·
1963 ·
1964 ·
1965 ·
1966 ·
1967 ·
1968 ·
1969 ·
1970 ·
1971 ·
1972 ·
1973 ·
1974 ·
1975 ·
1976 ·
1977 ·
1978 ·
1979 ·
1980 ·
1981 ·
1982 ·
1983 ·
1984 ·
1985 ·
1986 ·
1987 ·
1988 ·
1989 ·
1990 ·
1991 ·
1992 ·
1993 ·
1994 ·
1995 ·
1996 ·
1997 ·
1998 ·
1999 ·
2000 ·
2001 ·
2002 ·
2003 ·
2004 ·
2005 ·
2006 ·
2007 ·
2008 ·
2009 ·
2010 ·
2011 ·
2012 ·
2013 ·
2014 ·
2015 ·
2016 ·
2017 ·
2018 ·
2019 ·
2020 ·
2021 ·
2022 ·
2023
- Verenigd Koninkrijk
- Verenigde Staten (Best Sellers)